# محوطه سرخه ده سفلی ۲
محوطه سرخه ده سفلی ۲ در شهرستان خرم‌آباد، بخش مرکز ی، دهستان کرگاه شرقی، روستای سرخه ده سفلی واقع شده و این اثر در تاریخ ۲۸ اسفند ۱۳۸۵ با شمارهٔ ثبت ۱۸۸۵۲ به‌عنوان یکی از آثار ملی ایران به ثبت رسیده است.